# 罗杰·戈斯登
罗杰·戈斯登（英語：Roger Gordon Gosden，1948年9月23日—）是一位美英双重国籍的生殖科学和科普作家，其研究方向为女性生殖醫學和卵巢生理学，主要科普作品有《欺骗时间：科学、性与衰老》（Cheating Time: Science, Aex and Ageing）、《设计婴儿：生殖技术的美丽新世界》（Designing Babies: The Brave New World of Reproductive Technology）等。